# アドボカシー
アドボカシー（英：advocacy）とは、「アドボケイト」と同じ語源で「擁護・代弁」や「支持・表明」「唱道」などの意味を持ち、同時に政治的、経済的、社会的なシステムや制度における決定に影響を与えることを目的とした、個人またはグループによる活動や運動を意味する。アドボカシーには、インターネット（ソーシャルメディア含む）やマスメディアのキャンペーン、公開演説、調査の実施・発表、またはアミカス・キュリエの提出など、個人または組織が行う様々な活動が含まれる。ロビー活動（利益団体によることが多い）は特定の問題または特定の法律について立法者に直接のアプローチをとるアドボカシーの一形態である。
なお、法的または法律上の文脈では「アドボケイト」とは、法的手続きにおいて、ある人に代わって発言することを何らかの方法で許可・任命されている特定の人（弁護士など）の称号である。語源である「アドボカタス」も参照のこと。
さらに、健康・医療の分野では、1970年代のアメリカにおいて登場した「患者アドボカシー」や、「健康アドボカシー」などの新たな用語も登場するようになった。

## 形態
アドボカシーには社会に変化を起こすという目的で様々な形態があり、異なるアプローチをもっている。代表的なものとしては、下記のようなアドボカシーの形態が存在する。
専門型アドボカシー専門家やエキスパートと見なされる人々がその立場で問題意識を意思決定者に提示し政策的に影響を及ぼす。（いわゆる政策提言が含まれる）
予算型アドボカシー市民団体が行政の予算に積極的に関与し、アカウンタビリティや透明性を促進し、一般の人々の必要性や要望、そして地域社会の不公平な部分により注意を払うことを行政側に要望する。
大衆型アドボカシー大規模なグループが行うあらゆる種類の行動（請願、デモなど）。
利益団体型アドボカシーロビー活動は、大衆アドボカシーを行うインタレストグループ（利益団体）が使用する主要なツール。資金力や組織力が要求されるので政治的意思決定者に影響を与えることにおいて常に成功するわけではない形式である。
イデオロギー型アドボカシーこのアプローチでは、グループは意思決定の場で彼らの考えを推し進めるために抗議なども含めて行動する人達。
メディア型アドボカシー「社会的または公共政策のイニシアチブを推進するためマスメディアの戦略的利用」（Jernigan and Wright、1996）。例えばアルコールやタバコ関連の公共の健康問題などを啓蒙する上で、テレビ広告などを活用する。
他

## トピック
現代においては、数多くのさまざまなトピックが提唱されている。一般的なものは社会正義をコーズ（主義・主張・信条・運動原理）としての社会運動、ロビーや権利擁護運動、啓蒙活動などとなる。例えば人身売買問題のように、問題があり解決する価値があると広く認められている明確な社会問題だったり、解決する必要があるという普遍的な合意がある貧困、水と衛生などの人権問題である。しかしながら、中絶や純潔運動などの他のものは、はるかに分裂的であり、対立してお互いを強く支持する意見が激しく盛り上がるものもある。
例
- 健康アドボカシー（英語版）（Health advocacy）：健康管理の権利を支持し促進するとともに、地域の健康および政策の取り組みを強化し、その有効性、安全性およびケアの質に焦点を当てる。
- 患者アドボカシー（英語版）（Patient advocacy）：脆弱な立場に置かれる患者の権利や病人の擁護またその代弁などに焦点を当てる[2]。回復後のサバイバーや世話をしていた親族なども対象に含まれる。

米国では、広範囲に及ぶ論争と深い意見の論点があれば、それを社会問題と呼ぶ。米国議会図書館は、中絶などの広大なものから同性婚、市民の権利、LGBTの権利、女性の権利、環境保護、ビーガニズムなど、特定の理想を推進することを擁護する人々が意図するトピック、「Cause（主義・主張・信条・運動原理）」とも呼ばれるもの、からハッキングや学術上の不正行為（つまりは剽窃）までをも含む幅広い社会問題のリストを集めている。

## 団体・グループ
アドボカシーグループ（アドボカシー団体）、インタレストグループ（利益団体）、この両者はその実質上の定義「一般大衆の意見や政策に影響を与える為に、種々のアドボカシーの形態を利用するグループ・団体（「An interest group or advocacy group is a body which uses various forms of advocacy in order to influence public opinion and/or policy」 ）」、という意味で同義語である。
つまり、アドボカシーグループは一般に、擁護団体、支援団体、権利団体、推進団体、啓蒙団体、はたまた圧力団体、企業利益体、ロビー団体、政治団体（運動組織）、利益団体、愛好家グループなどと呼ばれることになる。
- 政治的文脈では、「アドボカシーグループ」とは、公職への選挙を求めることなく、政治的な決定や政策に影響を与えようとする人々の組織的な集まり。

## 日本において
日本語（カタカナ）で「アドボカシー」と表記される場合、大別すると以下の二つの意味で使われることが多い。
1. 権利擁護としてのアドボカシー
2. 政策提言としてのアドボカシー

具体的には、社会的弱者、マイノリティー等の権利擁護、代弁の他、その運動や政策提言、特定の問題に対する政治的提言、保健医療、社会環境での性差撤廃、地球環境問題など広範な分野での活発な政策提言活動を指している。

### 権利擁護としてのアドボカシー
権利擁護としてのアドボカシーについては、（あまり組織的でなく、適度な）権利の代弁、擁護のことを指すとされ、その場合の例として、自ら自己の権利を充分に行使することのできない、終末期の患者、障害者、アルツハイマー病、意識喪失の患者などの権利を代弁することなどがあげられる。また、患者会やSHG（自助グループ）などがある程度組織的にアドボカシーを行う場合もある。

### 政策提言としてのアドボカシー
一方、政策提言としてのアドボカシーについては、特定の問題について政治的な提言を行うことと定義され、日本でも保健医療や、雇用における性差撤廃、地球温暖化防止などの環境問題、公共事業問題など広範な分野で活発な政策提言活動が行われている。特にNGO/NPOなどが行う市民活動の分野では、アドボカシーは反政府、反企業といった対立の構図ではなく、論理的・科学的な政策を代替案を示して提言する活動であり、最もNGO/NPOらしい活動と定義する学者や専門家は多い。

### その他のアドボカシー
また、ロビイング活動そのものや、そこにいたる代弁・弁護活動までも含めたものをアドボカシーとする考え方もある。最近では成年後見制度などとも関係して、超高齢社会の中で話題になることも多くなっている。また、日本の政府がNGO/NPOによる政策提言能力の向上を目的とした表彰制度を行っているが、そもそも提言を受ける側である国が提言する側を表彰することについては、NGO/NPOの中に疑問の声もある。

## 事例
- Linux等の自由ソフトウェア運動。自由ソフトウェアとコピーレフトのライセンスの啓蒙と普及促進を目的とした社会運動。